# Jigsaw számítógépes vírus

## A Jigsaw vírus nevének eredete
A Jigsaw vírus a Fűrész című amerikai horrorfilm egyik főszereplőjéről (Tobin Bell) kapta a nevét. Jigsaw egy "kirakós gyilkos", aki arról ismerhető fel, hogy egy puzzle darabnyi foltot vág ki áldozatai testéből. A főszerepben Tobin Bell, Cary Elwes, Leigh Whannell, Danny Glover, Monica Potter, Michael Emerson, Shawnee Smith, Dina Meyer. De elnevezése félrevezető, ugyanis ő sosem öli meg áldozatait, hanem különféle próbáknak veti őket alá, hogy azok átértékeljék egész addigi életüket.

## Tulajdonságai
A Jigsaw számítógépes vírus az egyik legveszélyesebb vírusfajta, ami legtöbb kárt a merevlemezen okoz, példák: javíthatatlan, hibás szektorok jönnek létre, 25 percenként lemezolvasási hibák történnek (az alábbi ablakszöveg jelenik meg esetenként: "Lemezolvasási hiba történt, indítsa újra a számítógépet. Futtassa a CHKDSK/F programot. Ha futtatás közben hibaképernyő jelenik meg, kapcsolja ki a számítógépet, majd kapcsolja vissza. Aktiválja a hibakeresési módot."), vagy BSoD (Blue Screen of Death) hibaképernyő jelenik meg. A lemeztöredezettség-mentesítést megakadályozza, aképpen, hogy minden fájlt töredezettségmentesíthetetlenné tesz. A merevlemezszektor-ellenőrző program a hibás szektor betűjeléből annyit jelenít meg egy vagy több részen, amennyi egy puzzle-darabot alkot.

## Kártékonyság, fertőzési súlyosság
A Jigsaw vírus súlyosan kártékony, viszont csak régi és már elavult víruskeresők esetében tudja megfertőzni a számítógépünket. Ha helyreállító CD-ROM lemezzel próbálunk hozzáférni személyi számítógépünkön lévő adatokhoz, akkor esetenként BSoD (kék halál) hibaképernyővel is szemben találhatjuk magunkat, vagy ha operációs rendszerünk telepítő CD-jével próbálunk új Windows, Mac, Ubuntu, vagy Linux operációs rendszert telepíteni, akkor a Jigsaw nevezetű vírus továbbterjedhet, például, ha azt a lehetőséget választjuk, hogy később adjuk meg a termékazonosító kulcsot, akkor ha megadjuk a termékkulcsot, a számítógép a 30 napos aktiválási időkorlátból levon próbálkozásonként 1 napot.

## A vírus típusai, képességei
A vírus megfertőzi és átírja a .COM, .EXE, .DLL, .SYS, .DISP, és a .INI formátumú fájlokat. Gyakran, ha például a számítógépen az internet sebessége 100Mbit/s, akkor lelassítja körülbelül 1Kbit/s környékére. Ez a vírus BOOT-vírusként is működik, annyi kárt okoz, hogy ha a csökkentett módot választjuk, akkor nem engedi, hogy a parancssorba bármit is beírjunk, csak a BSoD parancsszövegét (con\con vagy új operációs rendszerek esetében, pl. Windows 10:C:\win10\rootfolder><src\con\con), vagy ha például a CHKDSK/F programot próbálnánk futtatni, akkor mátrix jelenik meg a képernyőn. A Jigsaw vírus a programokat is képes átszerkeszteni, a program neve az eredeti marad, viszont az eredeti program törlődik, és helyette egy ugyanilyen nevű, emblémájú program kerül a számítógépre, amely kártékony, és ha megnyitjuk, kifejti hatását. Ez a vírus önátíró. Ez azt jelenti, ha például a vírusirtó program azonosítani próbálja a vírust, akkor azonosíthatatlanná válik (csak gyenge vírusirtónál működik). Ha sikerül azonosítani a vírust, akkor 100-szoros biztonsági másolatot készít magáról, tehát önsokszorosító. A Jigsaw vírus egy MR-vírus, azaz memóriarezidens. Néhány operációs rendszerben, ha a vírus megfertőzte a számítógépet, akkor esetleg az "Active Desktop visszaállítása" hibaüzenet  is megjelenhet.

## Amikor régi operációs rendszer fut a számítógépen
Ha régi operációs rendszer fut a személyi számítógépünkön, akkor, mivel már véget ért a támogatásuk, nagyobb az esélye, hogy a számítógép belső részében található alkatrészeket is ki kell cserélni.

### Microsoft Windows DOS 1.01 16 bit 1985
A fontos illesztőprogramok (.EXE, .COM, .DISP, .DLL, .INI formátumú fájlok) visszavonhatlanul átszerkesztődnek, 4 percenként floppy olvasási hiba, 3 centiméter nagyságú puzzle darabkához hasonló javíthatatlan hibás szektorral tele lévő rész. MS-DOS parancssorba ha bármit is beírunk, mátrix jelenik meg a képernyőn.

### Windows DOS 2.03 1987
A számítógép 30 percenként lefagy, ebből az időből 25 percig irányíthatatlan, ha újraindítjuk a számítógépet, teljesítményimpulzus következtében búgó hang hallható, ilyenkor ajánlatos erősebb tápegységet szerelni számítógépünkbe. Az lsass. exe és a boot. ini fájlokból anti-Windows fájlok keletkeznek, amik megfertőzik a további .ini, és a .exe fájlokat, és a fertőzött fájlok megfertőzik a .disp,.dll,.com fájlokat. Ezt nevezzük láncfertőződésnek.

### Windows DOS 3.0, 3.1 és 3.11 1985–1990
Az illesztőprogramok szintén láncfertőződést kapnak, és így elpusztítják az operációs rendszert. 2 percenként memóriaolvasási hiba lép fel. A WINROOT. EXE fájl indítja el a láncfertőződést. Nagy, puzzle alakú hibás, kijavíthatatlan szektorcsoport. A floppy meghajtó nem érzékeli a floppyt. Sokszorozódó hibaüzenetek. Az Internet Explorer nagyon lassú: 1 bitet tölt be öt másodperc alatt.

### Windows NT 3.1, 3.51, 4.0, 5.0, Windows ME, 2000 Professional
Az illesztőprogramok láncfertőződéssel sérülnek meg és sértik meg az operációs rendszert. A láncreakciót a BOOT.INI nevezetű fájl indítja meg. 10 percenként HDD olvasási hiba léphet fel. Bejelentkezéskor gyakran kék halállal találhatjuk szemben magunkat, és csak a számítógép tápkábelét a konnektorból kihúzása után lehet újra használni a számítógépet. A fizikai memória kék halál következtében nem listázódik.

### Windows 95, 98, ME, 2000
Az Internet Explorer nagyon lassú: körülbelül 2 Bit/s környékére lassul. 10 percenként kékhalál jelentkezik. Fizikai memóriakiíratás nincs. Csak a vírust tartalmazó CD vagy DVD lemezt fogadja el és érzékeli a személyi számítógépünk. Bejelentkezés esetén is kék halállal találhatjuk szemben magunkat. Ilyenkor sem érhető el a fizikai memóriakiíratás. Újraindítás csak a tápkábel kihúzásával, majd visszadugásával lehetséges.

### Windows XP SP1, SP2, SP3
A vírus csak ESET NOD32 Antivirus 7-nél, Panda Cloud Antivirus 2.2-nél, Avast Antivirus 2013-nál, AVG 2012-nél gyengébb vírusirtónál fertőz. Javíthatatlan, hibás szektorok jönnek létre, kék halál 10 percenként, a személyi számítógépünk sebessége az interneten 15 Kbit/s-ra lassul. Kék halál esetén fizikai memóriakiíratás nincs. Csak a vírust tartalmazó CD vagy DVD lemezt érzékeli személyi számítógépünk. Merevlemez-olvasási hiba jöhet létre.

## STOP-hibák kódjai, kék hibaképernyő (kékhalál)
Rengeteg hibaképernyővel találkozhatunk, ha a Jigsaw vírus megfertőzi a személyi számítógépünket. Esetenként végzetes hibákkal is összefuthatunk. Ez esetenként a szakemberek számára is nagy fejtörést okozhat.

### Könnyen helyrehozható hibák
STOP 0x00007e, STOP 0x00000f4, STOP 0x0000007b, STOP 0x00000a5, STOP 0x000000d1.

### Végzetes hibák
STOP C000021A.

## Illesztőprogramok, driverek meghibásodása, törlődése után keletkező BOOT-hibaüzenetek

### Lsass.exe meghibásodása után
"lsass.exe error:0062/Runtime error/Invalid driver\0c70 WinError"

### Winroot.exe hiba után
"A Windows nem indítható, mert az alábbi fájl hibás, vagy nem található: winroot.exe. Javításhoz nyomja meg a J gombot."

### Boot.ini fájl hiba után
"Érvénytelen a boot.ini fájl. Indítsa újra a számítógépet, majd csökkentett módban írja be az alábbi parancsot: scanreg/restore."

### Aswsp.sys hiba után
"aswsp.sys nem található, vagy hibás:0900563/Windows nem töltődött be\Ok:Illesztőprogram hiba/0SMB82d01Win32"